# Charlo (Musiker)

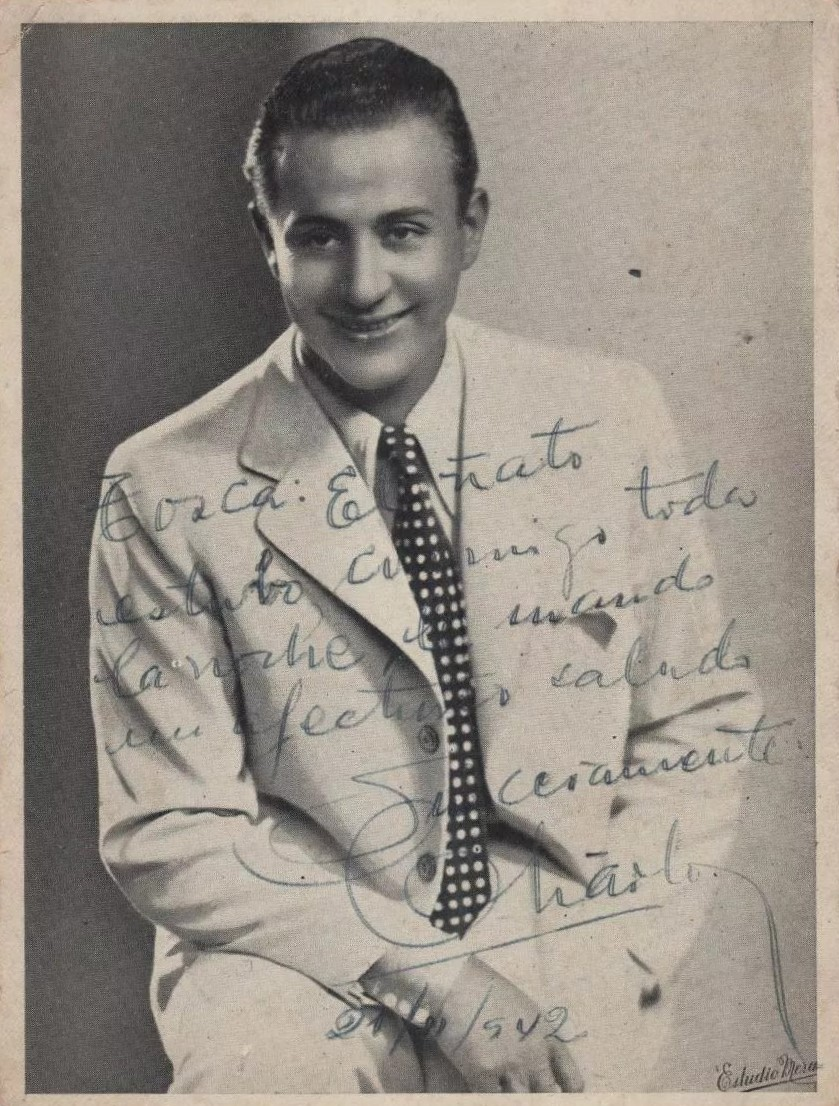
Autogrammkarte 1942

Charlo (Carlos José Pérez de la Riestra, * 7. Juli 1906 vermutlich in der Kolonistensiedlung La Piedad, heute Colonia Santa Teresa, Departamento Guatraché, Provinz La Pampa; † 30. Oktober 1990 in Buenos Aires) war ein argentinischer Tangosänger, Pianist, Komponist und Schauspieler.

## Leben
Pérez besuchte das Konservatorium in Puan und begann ein Jurastudium an der Universidad Nacional de La Plata, das er jedoch bald abbrach. Er kam mit seiner Familie 1922 nach Buenos Aires, wo er als Sänger auftrat und sich selbst am Klavier begleitete. Er nannte sich in dieser Zeit gern Pérez de la Riestra, bevor er bei seinem Debüt als Sänger bei Radio Cultura 1924 in Anlehnung an den Namen Charlie Chaplins den Namen Charlo annahm. Es folgten Auftritte im Café El Americano und in einem Musical am Teatro de la Comedia. 1925 entstanden seine ersten Aufnahmen beim Label Electra mit den Gitarristen Vicente Spina und Miguel Correa.
Beim Karneval in Rosario trat er mit den Orchestern Francisco Canaros und Roberto Firpos auf. Beim Label Odeón nahm er mit Canaro neben Titeln als Solist um die 500 Titel als Refrainsänger auf. Daneben entstanden auch Aufnahmen mit Francisco Lomutos Orchester. Bei seinen Auftritten wurde er von namhaften Musikern begleitet, u. a. von Roberto Grela, dem Orchester Lucio Demare-Elvino Vardaro, Osvaldo Pugliese und Federico Scorticati, den Orchestern Héctor Stamponis, Roberto Panseras und Osvaldo Requenas und von dem Gitarristen Edmundo Rivero, der später selbst als Sänger bekannt wurde.
1935 debütierte er in dem Film El alma del bandoneón. Im Folgejahr sang er in dem Film Puerto Nuevo die Tangos Olvido und Yo también soñé. Als weiterer Film mit ihm entstand 1940 Carnaval de antaño. In späteren Jahren unternahm Charlo Tourneen durch ganz Amerika, Spanien und Portugal.

## Kompositionen
- Pinta brava
- Ave de paso (Text von Enrique Cadícamo)
- Cobardía (Text von Luis César Amadori)
- Rencor (Text von Luis César Amadori)
- Tormento (Text von Luis César Amadori)
- El viejo vals (Text von José González Castillo)
- Sin lágrimas (Text von José María Contursi)
- Sin ella (Text von Cátulo Castillo)
- Fueye (Text von Homero Manzi)
- Tu pálida voz (Text von Homero Manzi)
- Rondando tu esquina (Text von Enrique Cadícamo)
- Viejas alegrías (Text von Enrique Cadícamo)
- La barranca (Text von Enrique Cadícamo)

## Anmerkung
1. ↑  Emilio Fernández: CHARLO – LUGAR Y FECHA DE NACIMIENTO, http://www.diariosurdigital.com.ar/guatrache/charlo-yo-naci-por-guatrache/

| Personendaten    | Personendaten                                                   |
| ---------------- | --------------------------------------------------------------- |
| NAME             | Charlo                                                          |
| ALTERNATIVNAMEN  | Pérez, Carlos José; Pérez de la Riestra, Carlos José            |
| KURZBESCHREIBUNG | argentinischer Tangosänger, Pianist, Komponist und Schauspieler |
| GEBURTSDATUM     | 7. Juli 1905 oder 7. Juli 1906 oder 7. Juli 1907                |
| GEBURTSORT       | Guatraché                                                       |
| STERBEDATUM      | 30. Oktober 1990                                                |
| STERBEORT        | Buenos Aires                                                    |